# Does Advertising Pay?
Does Advertising Pay? è un cortometraggio muto del 1913 diretto da Laurence Trimble.

## Trama
Montague&Pipps, due giovani avvocati, sono disperati perché ormai, in due, hanno solo tre dollari in tasca. Sull'orlo del fallimento, Montague partorisce un'idea brillante: quello che serve, è la pubblicità. Esce dallo studio e, quando torna, ha in mano un fascio di banconote. Pipps resta strabiliato ma l'arcano viene presto spiegato: sono tutte banconote fasulle, coperte dai loro tre dollari e da altri cinque dollari presi in prestito. Con quel malloppo, i due si fanno vedere in giro per ristoranti e negozi di sigari. La gente, che vede il fascio di dollari, li prende per veri e immagina che il giro di affari dei due avvocati sia florido e affidabile. Così, cominciano ad avere i loro primi clienti. Uno di questi è Silas Whipple, un agente di Borsa di cui loro ammirano le due belle figliole. Le ragazze, che prima avevano con loro un atteggiamento altezzoso, cambiano di registro, diventando affabili e gentili.
Montague, mentre è fuori, viene aggredito da un tipo che crede lui sia il responsabile di uno scherzo idiota fatto al figlio. Invece di lamentarsi, il giovane avvocato approfitta del suo aspetto (l'aggressore lo ha lasciato con il cappello fracassato e con gli occhi neri) per raccontare di essere stato rapinato da alcuni teppisti dei tremila dollari che stava portando in banca. I giornali riportano la storia dell'aggressione e, mentre lui si trova in ospedale, le signorine Whipple si recano a trovarlo, portandogli dei fiori. Va a finire che i due giovani sposano le sorelle Whipple e, con tanta pubblicità gratis, la loro diventa una delle ditte più floride della città.

## Produzione
Il film fu prodotto dalla Vitagraph Company of America.

## Distribuzione
Distribuito dalla General Film Company, il film - un cortometraggio in una bobina - uscì nelle sale cinematografiche statunitensi il 14 giugno 1913.